# Densitômetro

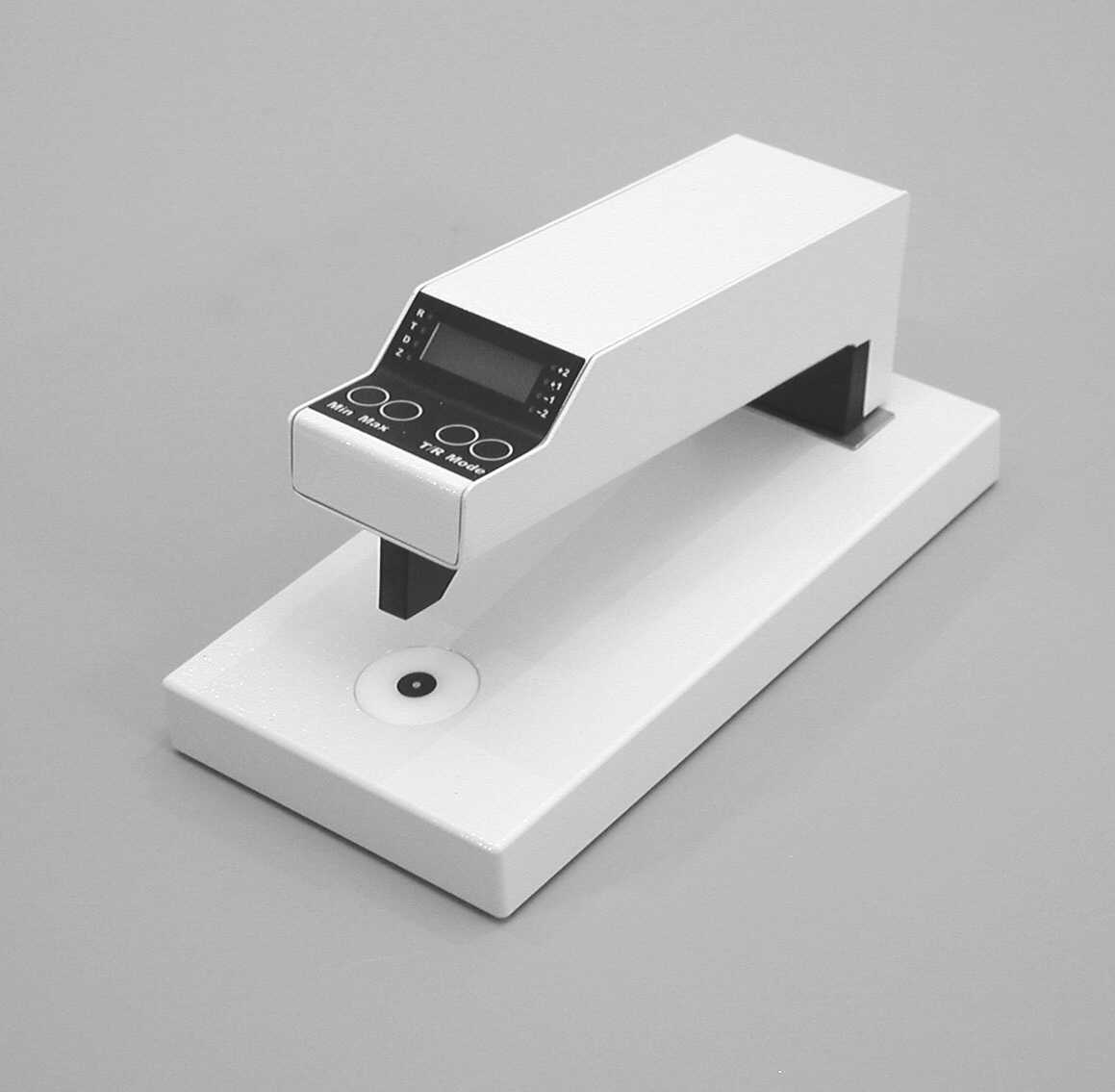
O densitômetro TRDZ 1 da Heiland.

Um densitômetro (português brasileiro) ou densitómetro (português europeu) é um instrumento usado para medir a densidade óptica (grau de opacidade) de uma superfície. O densitômetro de reflexão mede a quantidade de luz refletida; o densitômetro de transmissão analisa a quantidade de luz que atravessa o suporte transparente.
Densitômetros são utilizados em uma vasta gama de aplicações, como radiologia, produção gráfica, análise química, fotografia e cinema, entre outros.